# Eduard (černý princ)
Eduard z Woodstocku (anglicky Edward of Woodstock, the Black Prince, francouzsky Edouard Plantagenêt, le Prince noir, 15. červen 1330 – 8. červen 1376), také známý jako „Černý princ“ (anglicky Black Prince), byl knížetem z Walesu (Prince of Wales), knížetem akvitánským (Prince of Aquitaine) a vévodou z Cornwallu (Duke of Cornwall), byl nejstarším synem anglického krále Eduarda III. a jeho ženy Filipy a otcem krále Richarda II. Eduard jako výjimečný vojenský velitel a oblíbená osobnost již za svého života, zemřel rok před smrtí svého otce v důsledku dlouhodobé nemoci a tak se nikdy nestal vládnoucím králem. Následníkem na anglickém trůnu se stal jeho syn Richard.

## Životopis
Eduard se narodil roku 1330 ve Woodstockém paláci v Oxfordshire. Roku 1333 byl jmenován hrabětem z Chesteru, roku 1337 vévodou z Cornwallu a roku 1343 i knížetem velšským. Byl regentem v letech 1339, 1340 a 1342 v době, kdy byl jeho otec na válečném tažení. Navštěvoval každé jednání královské rady a roku 1337 vedl jednání s papežem o válce.
Eduard toužil po sňatku se svou sestřenicí Janou, hraběnkou z Kentu, se kterou vyrůstal. Poté, co obdržel souhlas papeže Inocence VI. se s ní 10. října 1361 na Windsorském hradu oženil. Tento sňatek nebyl přijat s nadšením, protože se předpokládalo, že králův syn se ožení s ohledem na vytvoření aliance se zahraniční mocností. V době, kdy byl v Anglii, byl jeho hlavním sídlem Wallingfordský hrad v nynějším Oxfordshire. Sloužil jako královský vyslanec v Akvitánii, kde on a jeho žena vytvořili dvůr, který byl považován za jeden z nejnádhernějších té doby. Tento dvůr byl také útočištěm některých vyhnaných panovníků, například Pedra Kastilského. Ten, svržen svým nelegitimním bratrem, nabídl Eduardovi hrabství Biscany, pokud mu pomůže dobýt zpět jeho trůn. Eduard zvítězil v bitvě u Najery, kde porazil spojené francouzské a španělské vojsko.
V té době se stal otcem dvou synů – Eduarda a Richarda, často také zvaného Richarda z Bordeaux, který se později stal anglickým králem. Eduard (Černý princ) se vrátil do Anglie v lednu 1371 a zemřel o pět let později po dlouhé a vážné nemoci.

### Eduard a rytířství

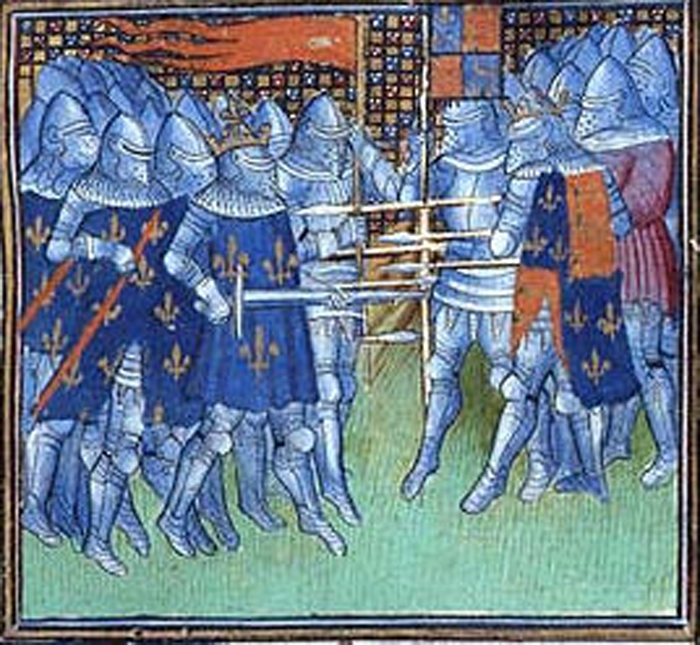
Bitva u Poitiers

Eduard žil v období, kdy myšlenky rytířského chování upadaly a byl rozporuplná osobnost. Na jedné straně, poté co zajal francouzského krále Jana II. a jeho nejmladšího syna po bitvě u Poitiers dovolil Janovi, aby se vrátil na krátký čas domů a modlil se s ním v Canterburské katedrále a také přistoupil na jednodenní přípravu před bitvou u Poitiers tak, aby se obě strany mohly domluvit na případném mírovém řešení. A i když nesouhlasil s rytířskými zápasy, dovolil pořádat rytířský turnaj.

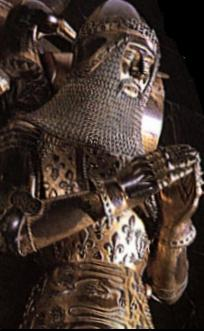
Eduardův náhrobek (Canterburská katedrála)

Na druhé straně své rytířské postoje dokázal překonat pragmatismem. Opakovaně použil strategii vypalování a plenění měst, což nebyla činnost v souladu s rytířským jednáním, ale bylo to jednání, které mu pomohlo zničit francouzskou ekonomiku. I na bojišti spíše používal pragmatismus, což je vidět na hromadném použití pěchoty, obranných pevností a útoků z křídla. Navíc byl výjimečně nelítostný k příslušníkům nižších vrstev, což je zřejmé z nezvykle vysokých daní, které uvalil na obyvatele jako kníže Akvitánie, a z masakrů obyvatel v Limoges a Caen.
| „                | Lidé všech hodností, všeho věku, muži i ženy, se vrhali před princem na kolena, prosíce o milost. Princ však byl rozlícen hněvem a pomstou a nikoho nevyslyšel. Koho chytili, toho prokláli mečem... | “ |
| — Jean Froissart | |   |

### Černý princ
I když se u jeho jména používá přízvisko „Černý princ“, neexistují prameny, že by se tohoto označení používalo době, kdy žil. Byl označován jako Eduard z Woodstocku, po místě, kde se narodil. Poprvé bylo toto spojení použito v Cronicle of England Richarda Graftona z roku 1568. Obvykle se předpokládá, že pochází ze zdobeného černého kyrysu, který mladý kníže dostal po bitvě u Kresčaku od svého otce. Ve skutečnosti je to dáno spíše barvou štítu na jeho erbu, používaného na rytířských turnajích, které jsou zobrazeny kolem jeho podobizny v Canterbury. Tento erb je černý se třemi bílými pštrosími péry. Je také možné, že toto pojmenování pochází z popisu francouzských kronikářů ve vztahu k drtivé vojenské porážce, jíž jeho schopnosti dopomohly. Je také možné, že tato přezdívka se vztahuje k Eduardově výbušné povaze.

## Vývod z předků
|                     |                      |  |                  |                          |  |  |  |  |  |  |  | Jindřich III. Plantagenet |
|                     |                      |  |                  |                          |  |  |  |  |  |  |  |                           |
|                     | Eduard I.            |  |                  |                          |  |  |  |  |  |  |  |                           |
|                     |                      |  |                  |                          |  |  |  |  |  |  |  |                           |
|                     |                      |  |                  | Eleonora Provensálská    |  |  |  |  |  |  |  |                           |
|                     |                      |  |                  |                          |  |  |  |  |  |  |  |                           |
|                     | Eduard II.           |  |                  |                          |  |  |  |  |  |  |  |                           |
|                     |                      |  |                  |                          |  |  |  |  |  |  |  |                           |
|                     |                      |  |                  | Ferdinand III. Kastilský |  |  |  |  |  |  |  |                           |
|                     |                      |  |                  |                          |  |  |  |  |  |  |  |                           |
|                     | Eleonora Kastilská   |  |                  |                          |  |  |  |  |  |  |  |                           |
|                     |                      |  |                  |                          |  |  |  |  |  |  |  |                           |
|                     |                      |  |                  | Johana z Ponthieu        |  |  |  |  |  |  |  |                           |
|                     |                      |  |                  |                          |  |  |  |  |  |  |  |                           |
|                     | Eduard III.          |  |                  |                          |  |  |  |  |  |  |  |                           |
|                     |                      |  |                  |                          |  |  |  |  |  |  |  |                           |
|                     |                      |  |                  | Filip III. Francouzský   |  |  |  |  |  |  |  |                           |
|                     |                      |  |                  |                          |  |  |  |  |  |  |  |                           |
|                     | Filip IV. Sličný     |  |                  |                          |  |  |  |  |  |  |  |                           |
|                     |                      |  |                  |                          |  |  |  |  |  |  |  |                           |
|                     |                      |  |                  | Isabela Aragonská        |  |  |  |  |  |  |  |                           |
|                     |                      |  |                  |                          |  |  |  |  |  |  |  |                           |
|                     | Izabela Francouzská  |  |                  |                          |  |  |  |  |  |  |  |                           |
|                     |                      |  |                  |                          |  |  |  |  |  |  |  |                           |
|                     |                      |  |                  | Jindřich I. Navarrský    |  |  |  |  |  |  |  |                           |
|                     |                      |  |                  |                          |  |  |  |  |  |  |  |                           |
|                     | Jana I. Navarrská    |  |                  |                          |  |  |  |  |  |  |  |                           |
|                     |                      |  |                  |                          |  |  |  |  |  |  |  |                           |
|                     |                      |  |                  | Blanka z Artois          |  |  |  |  |  |  |  |                           |
|                     |                      |  |                  |                          |  |  |  |  |  |  |  |                           |
| Eduard z Woodstocku |                      |  |                  |                          |  |  |  |  |  |  |  |                           |
|                     |                      |  |                  |                          |  |  |  |  |  |  |  |                           |
|                     |                      |  | Jan I. z Avesnes |                          |  |  |  |  |  |  |  |                           |
|                     |                      |  |                  |                          |  |  |  |  |  |  |  |                           |
|                     | Jan II. Holandský    |  |                  |                          |  |  |  |  |  |  |  |                           |
|                     |                      |  |                  |                          |  |  |  |  |  |  |  |                           |
|                     |                      |  |                  | Adéla Holandská          |  |  |  |  |  |  |  |                           |
|                     |                      |  |                  |                          |  |  |  |  |  |  |  |                           |
|                     | Vilém III. Holandský |  |                  |                          |  |  |  |  |  |  |  |                           |
|                     |                      |  |                  |                          |  |  |  |  |  |  |  |                           |
|                     |                      |  |                  | Jindřich V. Lucemburský  |  |  |  |  |  |  |  |                           |
|                     |                      |  |                  |                          |  |  |  |  |  |  |  |                           |
|                     | Filipa Lucemburská   |  |                  |                          |  |  |  |  |  |  |  |                           |
|                     |                      |  |                  |                          |  |  |  |  |  |  |  |                           |
|                     |                      |  |                  | Markéta z Baru           |  |  |  |  |  |  |  |                           |
|                     |                      |  |                  |                          |  |  |  |  |  |  |  |                           |
|                     | Filipa Henegavská    |  |                  |                          |  |  |  |  |  |  |  |                           |
|                     |                      |  |                  |                          |  |  |  |  |  |  |  |                           |
|                     |                      |  |                  | Filip III. Francouzský   |  |  |  |  |  |  |  |                           |
|                     |                      |  |                  |                          |  |  |  |  |  |  |  |                           |
|                     | Karel I. z Valois    |  |                  |                          |  |  |  |  |  |  |  |                           |
|                     |                      |  |                  |                          |  |  |  |  |  |  |  |                           |
|                     |                      |  |                  | Isabela Aragonská        |  |  |  |  |  |  |  |                           |
|                     |                      |  |                  |                          |  |  |  |  |  |  |  |                           |
|                     | Johana z Valois      |  |                  |                          |  |  |  |  |  |  |  |                           |
|                     |                      |  |                  |                          |  |  |  |  |  |  |  |                           |
|                     |                      |  |                  | Karel II. Neapolský      |  |  |  |  |  |  |  |                           |
|                     |                      |  |                  |                          |  |  |  |  |  |  |  |                           |
|                     | Markéta z Anjou      |  |                  |                          |  |  |  |  |  |  |  |                           |
|                     |                      |  |                  |                          |  |  |  |  |  |  |  |                           |
|                     |                      |  |                  | Marie Uherská            |  |  |  |  |  |  |  |                           |
|                     |                      |  |                  |                          |  |  |  |  |  |  |  |                           |